# Mimectatina fukudai
Mimectatina fukudai är en skalbaggsart som först beskrevs av Hayashi 1969.  Mimectatina fukudai ingår i släktet Mimectatina och familjen långhorningar.
Artens utbredningsområde är Taiwan. Inga underarter finns listade i Catalogue of Life.